# Dicranomyia tipulipes
Dicranomyia tipulipes är en tvåvingeart som beskrevs av Karsch 1886. Dicranomyia tipulipes ingår i släktet Dicranomyia och familjen småharkrankar. Inga underarter finns listade i Catalogue of Life.